# 五郷町
五郷町（いさとちょう）は三重県熊野市の地名。本項では同地域にかつて存在した五郷村（いさとむら）についても記す。

## 歴史
五郷の歴史は、鎌倉時代までさかのぼる。五郷の歴史で一番古い資料は同町桃崎の桃源寺に伝わる当寺開基の位牌で、正応五年（1292年）11月3日大森衛門尉藤原義家と記されている。五郷は御南朝と深い関わりがあり、文安元年（1444年）円満院円胤の挙兵に応じて、和歌山市の山東城主山東和泉守の子孫勢野太郎兵衛が兵を挙げたが、幕府の管領畠山持国に攻められ、円胤は自刃し、勢野太郎兵衛は家臣十八人を引き連れて、桃崎村に退去した。山東氏が引き連れた、家臣十八人の子孫は今でも五郷で連綿と続いている。

### 沿革
- 1889年（明治22年）4月1日 - 町村制の施行により、和田村・寺谷村・湯谷村・桃崎村・大井谷村の区域をもって南牟婁郡五郷村が発足。
- 1954年（昭和29年）11月3日 - 五郷村が木本町・荒坂村・新鹿村・泊村・有井村・神川村・飛鳥村と合併して熊野市が発足。同日五郷村廃止。旧村域は熊野市五郷町各町となる。

### 町名の由来
五郷の名の由来は、『流れ谷』によれば、桃崎、寺谷、和田、湯谷、大井谷の五つの郷が一つになったため、五郷と名付けられたという。

## 世帯数と人口
2019年（令和元年）8月1日現在の世帯数と人口は以下の通りである。
| 町丁   | 世帯数  | 人口  |
| ------ | ------- | ----- |
| 五郷町 | 405世帯 | 713人 |

### 人口の変遷
国勢調査による人口の推移。
| 1995年（平成7年）  | 1,172人 | [ 4 ] |  |
| 2000年（平成12年） | 1,067人 | [ 5 ] |  |
| 2005年（平成17年） | 961人   | [ 6 ] |  |
| 2010年（平成22年） | 832人   | [ 7 ] |  |
| 2015年（平成27年） | 720人   | [ 8 ] |  |

### 世帯数の変遷
国勢調査による世帯数の推移。
| 1995年（平成7年）  | 512世帯 | [ 4 ] |  |
| 2000年（平成12年） | 475世帯 | [ 5 ] |  |
| 2005年（平成17年） | 452世帯 | [ 6 ] |  |
| 2010年（平成22年） | 419世帯 | [ 7 ] |  |
| 2015年（平成27年） | 377世帯 | [ 8 ] |  |

## 学区
市立小・中学校に通う場合、学区は以下の通りとなる。
| 番・番地等 | 小学校             | 中学校             |
| ---------- | ------------------ | ------------------ |
| 全域       | 熊野市立五郷小学校 | 熊野市立五郷中学校 |

## 食文化
- さんますし
- めはりすし

## 交通

### 鉄道路線
- なし。1912年には下北山村と尾鷲市南輪内を結ぶ南紀軽便鉄道の鉄道敷設免許が取得され、当町も経由予定であったが1915年に失効している[10]。

## 施設
- 熊野市五郷出張所（五郷町桃崎358-2番地）
- 寺谷簡易郵便局
- 五郷郵便局

## 史跡
- 飛鳥神社
- 桃源寺（曹洞宗）

## 出身著名人
- 田垣内友吉 - 洋画家
- 大桑勇 - オークワ創業者
- 中井繁一－日本初のローマ字詩集を出版

## その他

### 日本郵便
- 集配担当する郵便局と郵便番号は以下の通りである[11]。

| 町丁         | 郵便番号 | 郵便局     |
| ------------ | -------- | ---------- |
| 五郷町大井谷 | 519-4675 | 五郷郵便局 |
| 五郷町寺谷   | 519-4673 | 五郷郵便局 |
| 五郷町桃崎   | 519-4671 | 五郷郵便局 |
| 五郷町湯谷   | 519-4672 | 五郷郵便局 |
| 五郷町和田   | 519-4674 | 五郷郵便局 |